# 湯梨浜町立湯梨浜中学校
湯梨浜町立湯梨浜中学校（ゆりはまちょうりつ ゆりはまちゅうがっこう）は、鳥取県東伯郡湯梨浜町に所在する公立（町立）の中学校。

## 概要

### 生徒数
生徒数 - 418人
- 1年生 - 142人
- 2年生 - 155人
- 3年生 - 121人
- 特別支援学級 - 23人（内数）

2019年（令和元年）5月1日現在

### 教職員数
教職員数 - 49人
- 校長 - 1人
- 教頭 - 1人
- 教諭 - 31人
- 講師 - 8人
- 養護教諭 - 1人
- 栄養教諭 - 1人
- 事務職員 - 2人
- 栄養職員 - 1人
- その他 - 3人

2019年（令和元年）5月1日現在

## 沿革
- 2019年（平成31年）4月1日 - 湯梨浜町立北溟中学校と湯梨浜町立東郷中学校が統合し、湯梨浜町立湯梨浜中学校が開校する。